# Hydatophylax nigrovittatus
Hydatophylax nigrovittatus là một loài Trichoptera trong họ Limnephilidae. Chúng phân bố ở miền Cổ bắc.